# Заречное (Северо-Казахстанская область)
Заречное (каз. Заречное) — село в Тайыншинском районе Северо-Казахстанской области Казахстана. Входит в состав Мироновского сельского округа. Находится примерно в 6 км к югу от города Тайынша, административного центра района, на высоте 174 метров над уровнем моря. Код КАТО — 596064400.

## Население
В 1999 году численность населения села составляла 677 человек (344 мужчины и 333 женщины). По данным переписи 2009 года, в селе проживало 352 человека (184 мужчины и 168 женщин).